# Pièce en argent
Une pièce en argent est une pièce de monnaie composée partiellement ou entièrement d'argent métal. 

## Caractéristiques

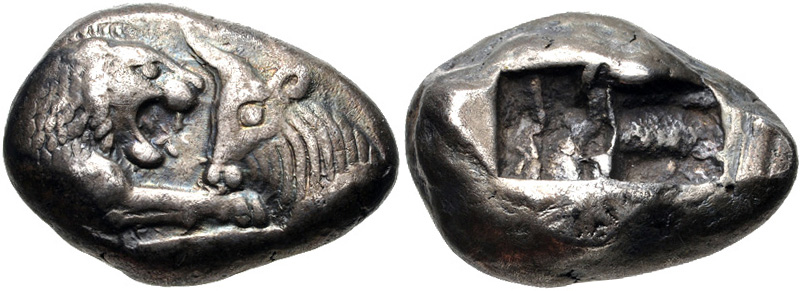
Statère de Lydie, vers 560-546 av. EC, argent, recto et verso, poids de 10,59 g.

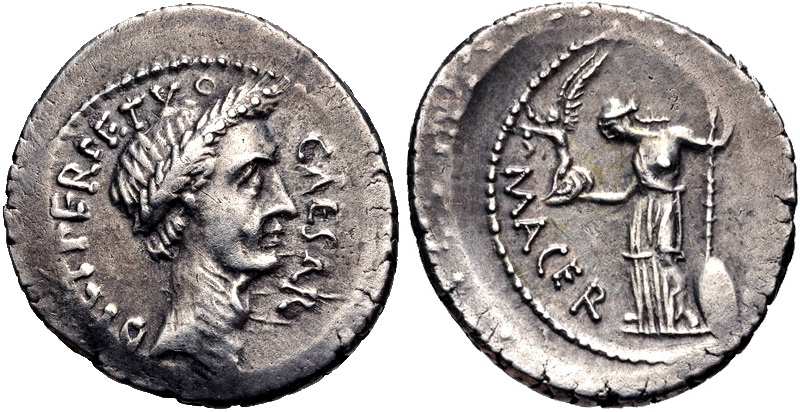
Denarius d'argent figurant Jules César (recto), v. 44 av. EC, poids d'argent de 3,8 g.

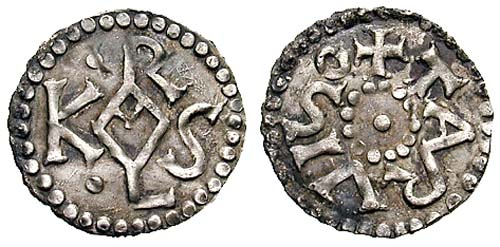
Denier en argent frappée sous Charlemagne (début du IX), poids de 1,7 g.

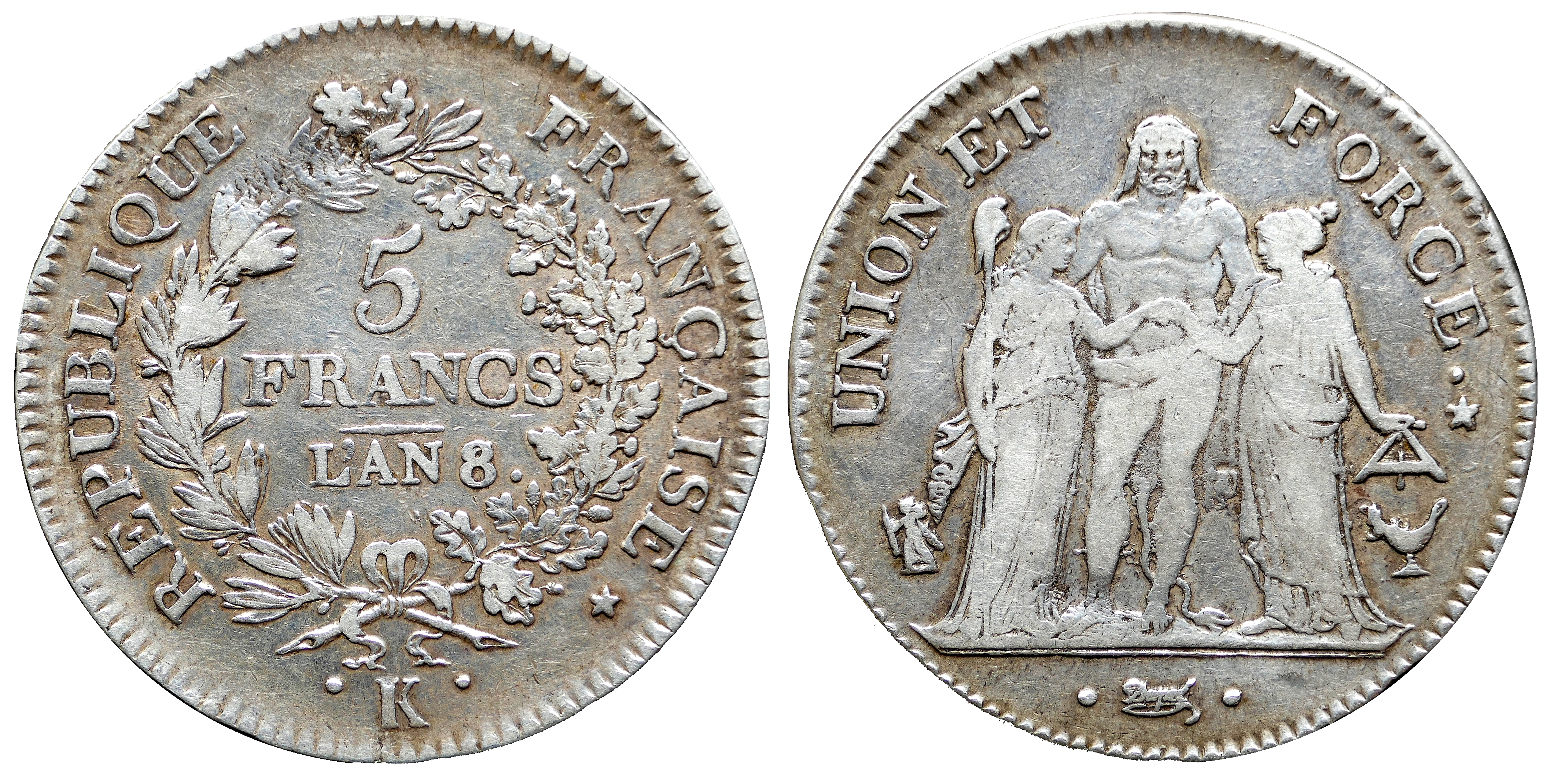
Pièce de 5 francs an 8 [1799-1800], recto et verso, poids de 25 g, conçue par Augustin Dupré et frappée à Bordeaux (« K »).

L'argent métal sous forme entre autres de lingots sert de monnaie de commodité dans les échanges, et cet usage est antérieur à l'invention de la pièce de monnaie.
L'argent métal pouvait servir d'étalon dans certains systèmes monétaires.
Les premières pièces en argent apparaissent en tant que moyen de paiement, à la fin du VIIe siècle av. J.-C. en Lydie. De nos jours, les pièces en argent sont destinées au marché des collectionneurs et à des placements financiers. 
Une monnaie d'argent s'usait de 2 % de son poids en moyenne par décennie. Elle perdait donc de sa valeur au fur et à mesure des échanges.
La valeur de l'argent était directement dépendante de la disponibilité minière du métal. 
Des cycles de pénurie ou d'abondance sont notés par l'essayiste John Day entre le XIIe siècle et le XIXe siècle : d'abord un cycle d'argent provenant de l'actuelle Allemagne (1180-1220), puis de Bohême (1280-1380) avec un retour à l'argent allemand (1460-1540) et un développement conjoint de l'argent venu du Pérou et de la Nouvelle-Espagne (1560-1650), et enfin de l'argent mexicain (1720-1820), puis du Nevada (1858-1870). Les spéculations sur les monnaies étaient très fréquentes.
La frappe de pièces en argent ayant cours légal est toujours d'actualité : ainsi, il existe des pièces en argent libellées en euro dites de collection ou d'investissement, mais avec lesquelles il est possible, à l'intérieur des frontières du pays émetteur, de régler ses achats.
En 2019, l'élu républicain Steward Jones a introduit une demande à l'Assemblée générale de Caroline du Nord, afin que toute pièce d’or ou d’argent, frappée aux États-Unis ou à l’étranger, ait cours légal dans cet État. Cependant, un paiement en or ou en argent doit avoir l’accord des deux parties concernées (vendeur et acheteur). Depuis 2011, l'Utah, puis le Wyoming et l’Oklahoma ont voté une loi similaire, qui impose une défiscalisation sur ces métaux précieux et un compte en banque en lien avec l'US Mint.